# Don'Tale Mayes
Don'Tale O'Neil Mayes (Louisville, Kentucky, Estados Unidos, 16 de enero de 1992) es un artista marcial mixto estadounidense que compite en la división de peso pesado de Ultimate Fighting Championship.

## Primeros años
Nacido y criado en Kentucky, comenzó a entrenar artes marciales para descargar su agresividad. Al principio se dedicó al judo, antes de pasar a otras disciplinas. En judo se proclamó campeón estatal de Kansas e Indiana. Asistió al Colegio Ancilla, pero no obtuvo ningún título.

## Carrera en las artes marciales mixtas

### Inicios
Compitió como amateur entre 2014 y 2015, compilando un récord invicto de 8-0. Luego compiló un récord profesional de 3-1, ganando el Campeonato de Peso Pesado de Hoosier FC en sólo su segundo combate. Fue invitado a participar en el Dana White's Contender Series 8 del Tuesday Night Contender Series. Se enfrentó a Allen Crowder, perdiendo por TKO en el tercer asalto. Apareció dos veces más en el Contender Series, ganando ambos combates por KO, obteniendo su contrato con la UFC en el segundo intento.

### Ultimate Fighting Championship
Debutó en la UFC contra Ciryl Gane el 26 de octubre de 2019 en UFC Fight Night: Maia vs. Askren. Perdió el combate por sumisión en el tercer asalto.
Se enfrentó a Rodrigo Nascimento el 16 de mayo de 2020 en UFC on ESPN: Overeem vs. Harris. Perdió el combate por sumisión en el segundo asalto.
Se enfrentó a Roque Martínez el 14 de noviembre de 2020 UFC Fight Night: Felder vs. dos Anjos. Ganó el combate por decisión unánime.
Se esperaba que se enfrentara a Tai Tuivasa el 20 de marzo de 2021 en UFC on ESPN: Brunson vs. Holland. Sin embargo, fue retirado del combate durante la semana previa al evento por razones no reveladas y fue sustituido por el recién llegado a la promoción Harry Hunsucker.
Se enfrentó a Josh Parisian el 18 de diciembre de 2021 en UFC Fight Night: Lewis vs. Daukaus. Ganó el combate por TKO en el tercer asalto.
Se esperaba que se enfrentara a Justin Tafa el 30 de julio de 2022 en UFC 277. Sin embargo, Tafa se retiró por razones no reveladas y fue sustituido por el recién llegado a la promoción Hamdy Abdelwahab el 18 de julio. Perdió el combate por decisión dividida.

## Campeonatos y logros
- Hoosier Fight Club
  - Campeonato de Peso Pesado de Hoosier FC (una vez)[6]

## Récord en artes marciales mixtas
| Resultado     | Récord   | Oponente           | Método                                 | Evento                                 | Fecha                   | Ronda | Tiempo | Localización             | Notas |
| ------------- | -------- | ------------------ | -------------------------------------- | -------------------------------------- | ----------------------- | ----- | ------ | ------------------------ | --- |
| Derrota       | 11-7 (1) | Shamil Gaziev      | Decisión (unánime)                     | UFC on ABC: Sandhagen vs. Nurmagomedov | 3 de agosto de 2024     | 3     | 5:00   | Abu Dhabi                | |
| Victoria      | 11-6 (1) | Caio Machado       | Decisión (unánime)                     | UFC on ESPN: Nicolau vs. Perez         | 27 de abril de 2024     | 3     | 5:00   | Las Vegas, Nevada        | |
| Derrota       | 10-6 (1) | Rodrigo Nascimento | Decisión (unánime)                     | UFC Fight Night: Almeida vs. Lewis     | 4 de noviembre de 2023  | 3     | 5:00   | São Paulo,               | |
| Victoria      | 10-5 (1) | Andrei Arlovski    | TKO (golpes)                           | UFC on ESPN: Kara-France vs. Albazi    | 3 de junio de 2023      | 2     | 3:17   | Las Vegas, Nevada        | |
| Derrota       | 9-5 (1)  | Augusto Sakai      | Decisión (unánime)                     | UFC Fight Night: Muniz vs. Allen       | 25 de febrero de 2023   | 3     | 5:00   | Las Vegas, Nevada        | |
| Sin resultado | 9-5      | Hamdy Abdelwahab   | Sin resultado (anulado)                | UFC 277                                | 30 de julio de 2022     | 3     | 5:00   | Dallas, Texas            | Originalmente una victoria por decisión dividida para Abdelwahab; anulado después de que dio positivo por metenolona. |
| Victoria      | 9-4      | Josh Parisian      | TKO (codazos)                          | UFC Fight Night: Lewis vs. Daukaus     | 18 de diciembre de 2021 | 3     | 3:26   | Las Vegas, Nevada        | |
| Victoria      | 8-4      | Roque Martinez     | Decisión (unánime)                     | UFC Fight Night: Felder vs. dos Anjos  | 14 de noviembre de 2020 | 3     | 5:00   | Las Vegas, Nevada        | |
| Derrota       | 7-4      | Rodrigo Nascimento | Sumisión (estrangulamiento por detrás) | UFC on ESPN: Overeem vs. Harris        | 16 de mayo de 2020      | 2     | 2:05   | Jacksonville, Florida    | |
| Derrota       | 7-3      | Ciryl Gane         | Sumisión (gancho de talón)             | UFC Fight Night: Maia vs. Askren       | 26 de octubre de 2019   | 3     | 4:46   | Kallang                  | |
| Victoria      | 7-2      | Ricardo Prasel     | TKO (puñetazos)                        | Dana White's Contender Series 20       | 16 de julio de 2019     | 1     | 4:59   | Las Vegas, Nevada        | |
| Victoria      | 6-2      | Nkemdirim Oti      | Sumisión (verbal)                      | V3 Fights 71                           | 17 de noviembre de 2018 | 3     | 2:15   | Tunica Resorts, Misisipi | |
| Victoria      | 5-2      | Mitchell Sipe      | TKO (puñetazos)                        | Dana White's Contender Series 15       | 31 de julio de 2018     | 2     | 4:49   | Las Vegas, Nevada        | |
| Victoria      | 4-2      | Mohammed Usman     | Sumisión (estrangulamiento por detrás) | VFC 60                                 | 14 de abril de 2018     | 3     | 5:00   | Hammond, Indiana         | |
| Derrota       | 3-2      | Allen Crowder      | TKO (puñetazos y codazos)              | Dana White's Contender Series 8        | 29 de agosto de 2017    | 3     | 4:12   | Las Vegas, Nevada        | |
| Victoria      | 3-1      | Demoreo Dennis     | Decisión (unánime)                     | LFA 9                                  | 14 de abril de 2017     | 3     | 5:00   | Shawnee, Oklahoma        | |
| Derrota       | 2-1      | Kenny Fredenburg   | Descalificación (codazo ilegal)        | RFA 46: Johnson vs. Tucker             | 9 de diciembre de 2016  | 1     | 2:06   | Branson, Misuri          | |
| Victoria      | 2-0      | Arnold Adams       | TKO (sumisión a puñetazos)             | Hoosier Fight Club 29                  | 4 de junio de 2016      | 5     | 3:09   | Hammond, Indiana         | Ganó el Campeonato de Peso Pesado de Hoosier FC.                                                                      |
| Victoria      | 1-0      | Harry Hunsucker    | TKO (sumisión a puñetazos)             | Hardrock MMA 77                        | 6 de febrero de 2016    | 1     | 2:12   | Shepherdsville, Kentucky | Debut en el peso pesado.                                                                                              |